# Tribunal de Justiça do Estado do Paraná
O Tribunal de Justiça do Estado de Paraná é um órgão do Poder Judiciário de Paraná, com sede na cidade de Curitiba e jurisdição em todo o território estadual. A criação do Tribunal se deu após a Proclamação da República, através da Lei Estadual nº 03 de em 12 de junho de 1891. A instalação oficial do órgão no estado ocorreu em 1º de agosto de 1891, inicialmente instituído como Tribunal de Apelação. Com a Constituição de 1946, o Tribunal passou a ser chamado de Tribunal de Justiça.

## Sessões pelo Youtube
Em maio de 2020, o Tribunal passou a transmitir as suas sessões de julgamento no canal oficial do Tribunal no YouTube. O formato de transmissão dos julgamentos foi fomentado por conta da pandemia de COVID-19,  que suspendeu por todo o país as sessões presenciais.

## Presidentes do TJPR
O atual presidente do Tribunal de Justiça do Estado de Paraná para o biênio 2021-2022 é o desembargador José Laurindo de Souza Netto.
Até o ano de 2022, o Tribunal contava com 120 desembargadores, porém, em abril, foi autorizada a criação de mais 10 vagas, totalizando 130 desembargadores. Os novos integrantes seriam responsáveis pelas 19ª e 20ª câmaras cíveis.